# Lac de Saint-Ferréol
Le lac de Saint-Ferréol est un lac de barrage français de la montagne Noire situé sur le Laudot, dans les départements de la Haute-Garonne, du Tarn et de l'Aude en région Occitanie. Augmenté par la rigole de la montagne grâce à la percée des Cammazes, il est le principal réservoir d'alimentation en eau du canal du Midi.

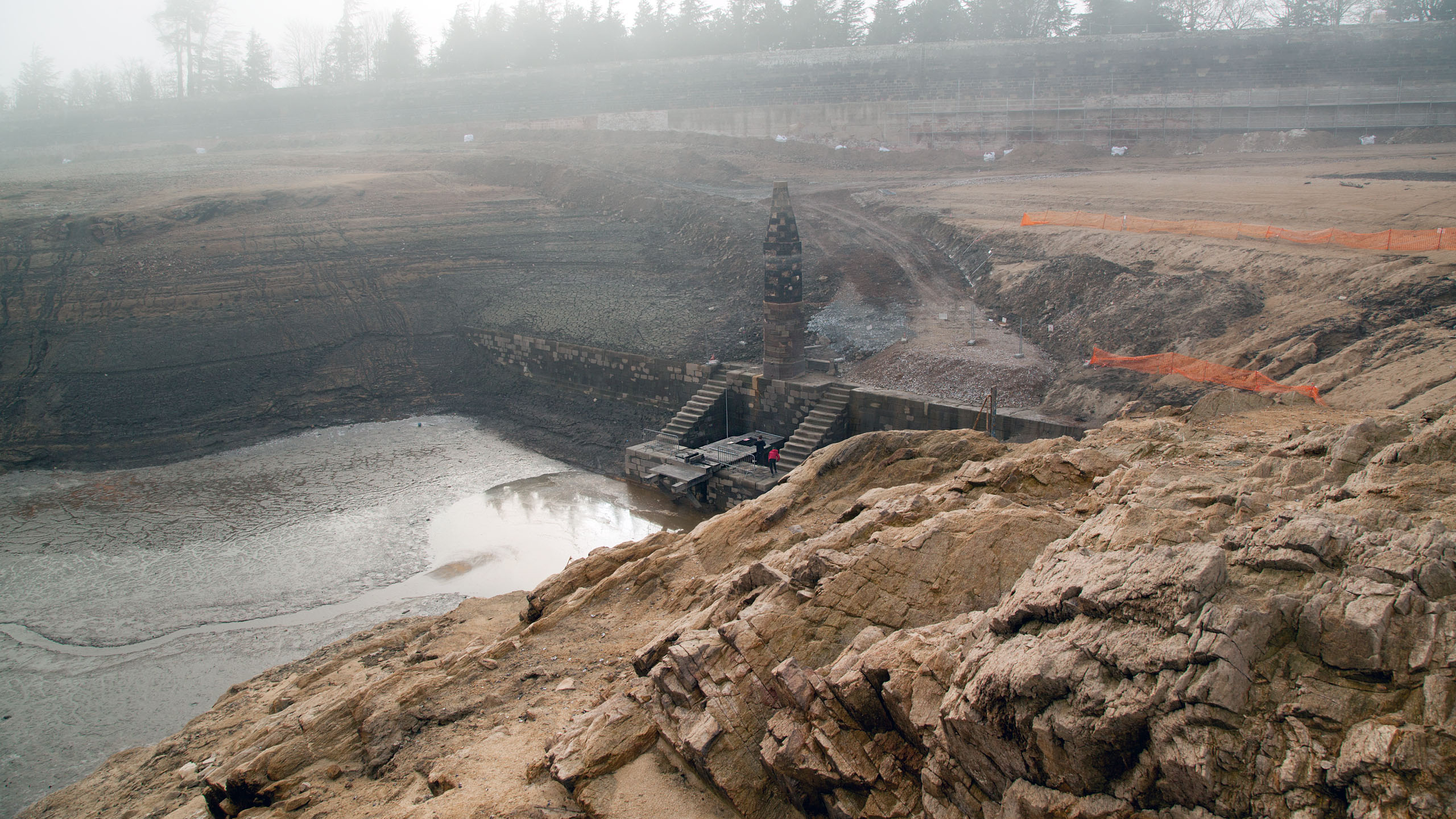
Le lac vide en décembre 2016.

Construit à partir de 1667, ce fut pendant plus de deux cents ans le plus grand barrage-poids du monde connu.

## Géographie
Le lac est situé dans la montagne Noire en partie sur Saint-Ferréol, commune de Revel (Haute-Garonne), une deuxième partie sur la commune de Sorèze (Tarn), une troisième partie sur la commune de Vaudreuille (Haute-Garonne) et une dernière partie sur la commune des Brunels (Aude). Un barrage situé au vallon de Vaudreuille sur un verrou rocheux permet de retenir les eaux du lac. Le village de Saint-Ferréol est implanté sur ses rives.

## Histoire

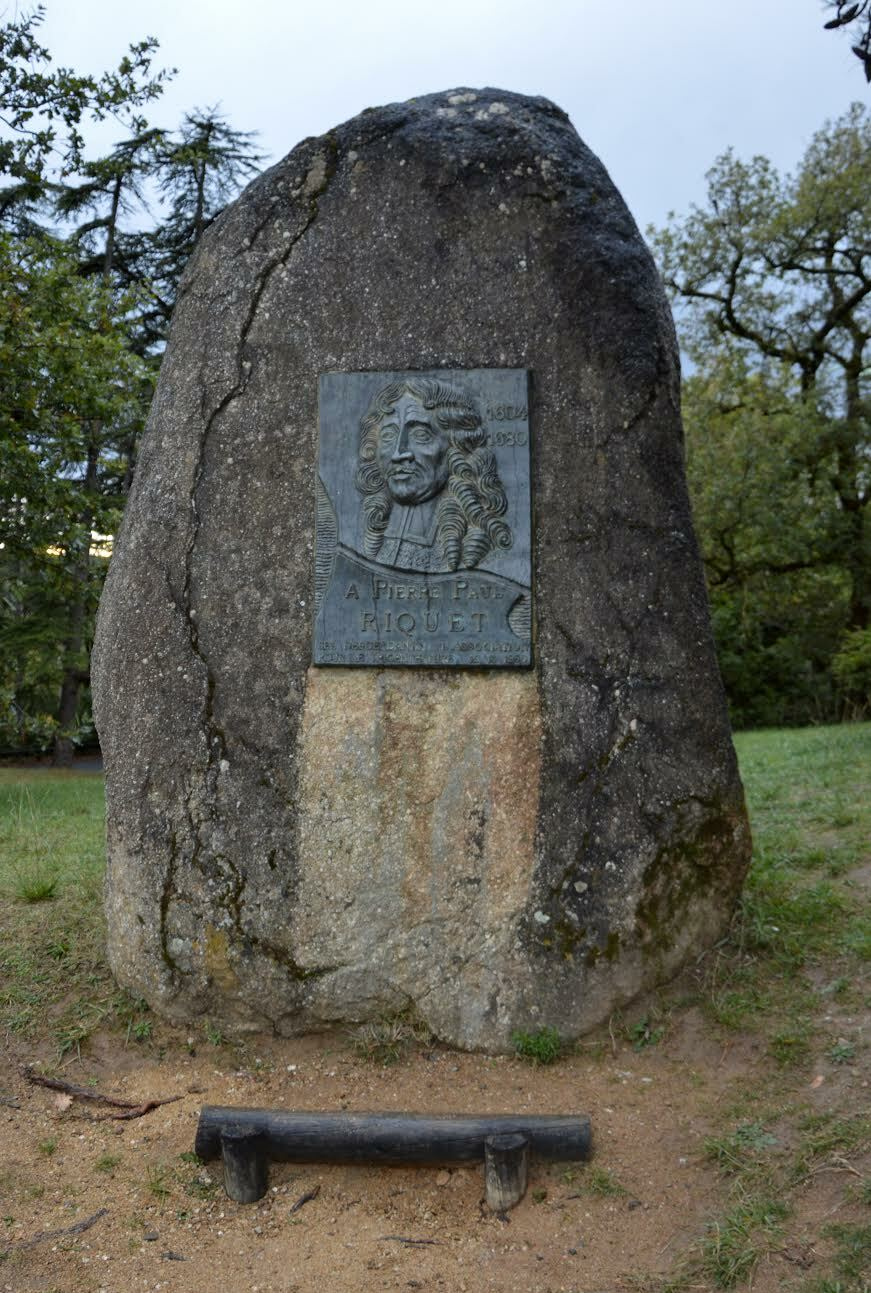
Stèle dédiée à Pierre-Paul Riquet près du lac de Saint-Ferréol.

Ce barrage a été construit par Pierre-Paul Riquet entre 1667 et 1672 dans le but d'alimenter le canal du Midi via la rigole de la plaine, nom donné au petit canal qui descend jusqu'au seuil de Naurouze. Mais le volume de la retenue se révèle insuffisant. Après sa tournée d'inspection en 1685, Vauban décide de creuser la percée des Cammazes et de surélever le barrage pour créer une réserve d'eau sur 67 ha et d’une contenance de 6 millions de mètres cubes.
Au XIXe siècle, les vannes du barrage sont refaites à l'identique en bronze. Elles permettent de contrôler le débit d'eau à la sortie du barrage. Ces nouvelles vannes gardent les mêmes caractéristiques que les anciennes, avec une plus grande capacité.
En 1900, après le rachat par l'État du canal du Midi, de nombreuses terres sont revendues comme les 200 hectares boisés autour du lac. Une « Société immobilière de la Montagne Noire » souhaite y faire construire un centre de loisir avec un hôtel, un casino et un lotissement à but touristique. L'accent est mis sur l'attrait touristique de la région avec ses plans d'eau et ses forêts. Le projet est revu à la baisse et le lac devient en 1930 un centre de loisir plus modeste avec des tennis, de la voile et de la natation.
Depuis 1997, le barrage est inscrit au titre des monuments historiques et fait partie des grands Sites de Midi-Pyrénées.

## Description
Un barrage-poids, le premier d’Europe de cette importance, est édifié avec trois murs : un premier mur en amont de 29,25 m de haut et de 3,90 m d'épaisseur, puis un deuxième mur de 871 mètres de longueur sur 35 mètres de hauteur et 10 m d'épaisseur et enfin un troisième mur en aval de 29,25 m de haut et 2,80 m d'épaisseur. Ces murs sont constitués de granit taillé. Entre les murs, un espace de 60 mètres de largeur est rempli de débris de roche et d'argile. De plus, quatre souterrains permettent d'accéder aux vannes et robinets de sortie des eaux. Une rigole de contournement est creusée au sud du bassin de retenue pour permettre d'évacuer le surplus d'eau vers le Laudot.

## Activités touristiques

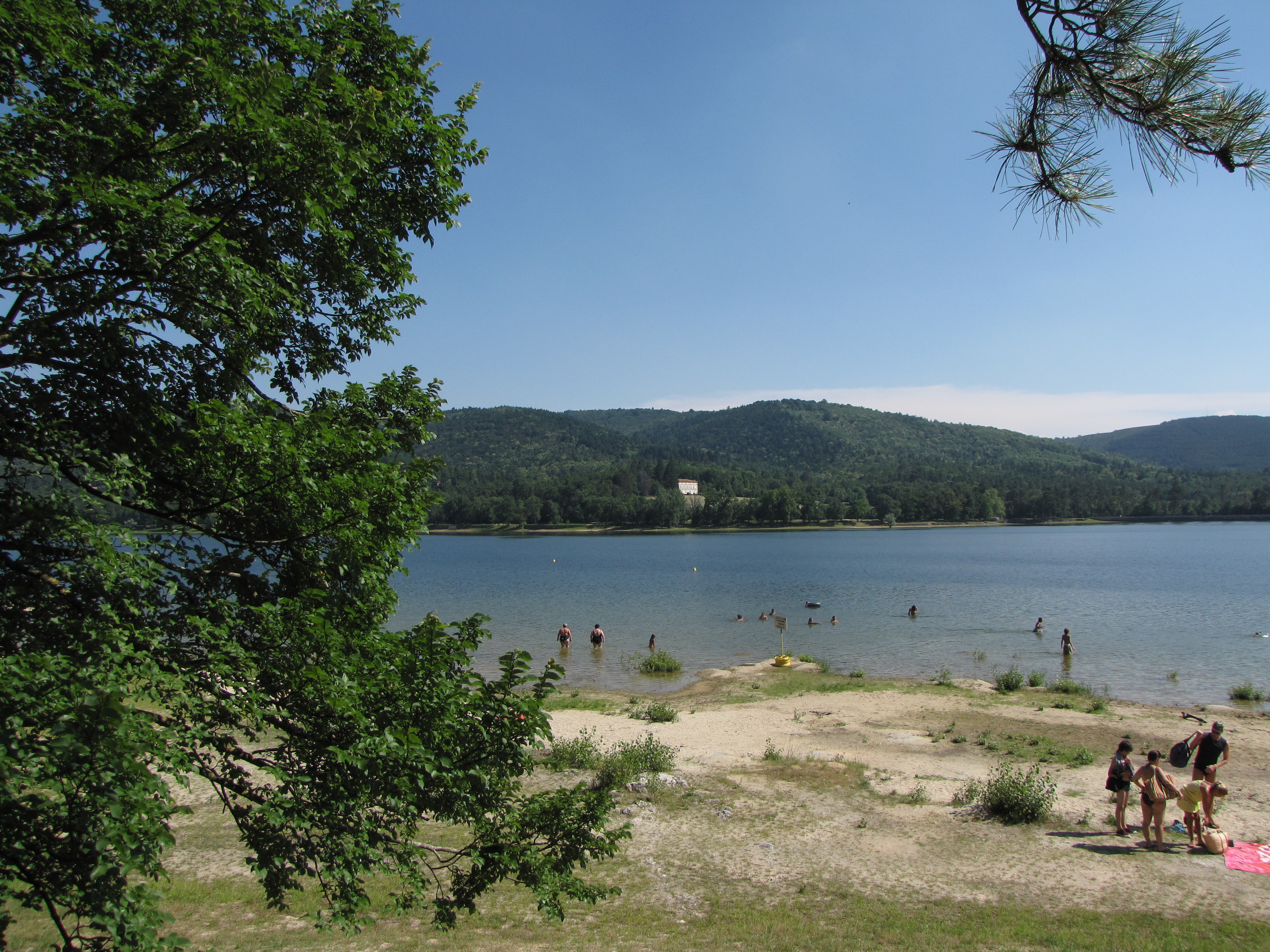
Baignade dans le lac Saint-Ferréol.

Un musée construit à proximité du barrage permet de découvrir l'histoire de la construction du canal du Midi.
- Pêche sportive ou de détente
- Baignade
- Voile

## Au cinéma
Le film L'Enfer (1994) est en grande partie tourné dans un hôtel, alors à l'abandon, au bord du lac.
Une scène nocturne du film Le Miracle des loups (1961) d'André Hunebelle a été tournée au bord du lac.